# Чамп (острів)
Чамп (рос. Чамп) — острів в Північному Льодовитому океані, у складі архіпелагу Земля Франца-Йосифа. Адміністративно відноситься до Приморського району Архангельської області Росії.

## Географія
Острів знаходиться в центральній частині архіпелагу, входить до складу Землі Зичі. Розташований на південний захід від острова Солсбері, від якого відокремлений протоками Брауна та Покдорф. На північному заході протокою Кука відокремлений від острова Луїджі. На півдні протокою Маркама відмежований від островів Бромідж, Алджер, Мак-Клінтока та Галля, на південному сході протокою Єрмак — від острова Хейса.
Острів майже весь вкритий льодовиками, лише південно-західна частина від нього звільнена. Крайня південна точка — мис Фіуме, крайня південно-західна — мис Чкалова, крайня західна — мис Гористий, крайня південно-східна — мис Трієст.
Острів відомий своїми кулеподібними каменями — сферолітами, які розкидані по всьому узбережжю. Точне походження каміння невідоме, висуваються версії від омивання каменів хвилями до втручання інопланетян. Саме завдяки цим камінням острів відомий серед туристів.

## Історія
Острів відкритий 1873 року під час Австро-Угорської полярної експедиції на чолі з Юліусом Паєром 1872–1874 років. Названий на честь американця Вільяма Чампа, керівника рятувальної експедиції Циглера. В серпні 2006 року на мисі Трієст був знайдений шматок лижі столітньої давності.